# Tameshigiri

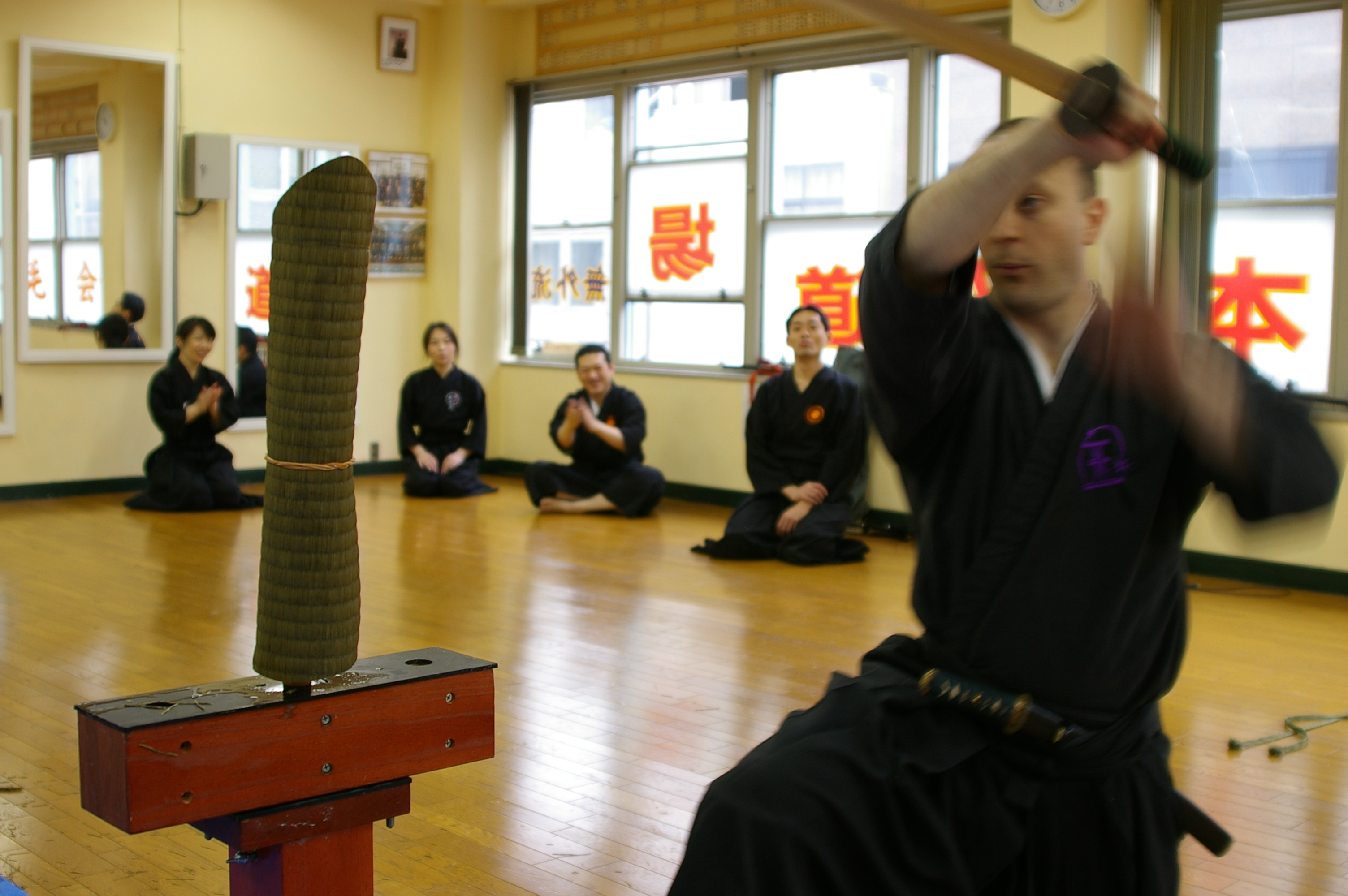
Tameshigiri

Tameshigiri (試し切り of 試切) worden in Japanse zwaardvechtkunsten als Iaido of Shinkendo gebruikt om zwaardslagen op te oefenen. De tameshigiri worden geoefend op opgerolde tatami. Bij het oefenen van tameshigiri wordt gebruikgemaakt van een scherpe katana, die meestal iets zwaarder is dan de katana's die gebruikt worden voor andere iaido-oefeningen.
Hoe 'schoner' de tatami afgesneden wordt, des te beter is de techniek.
Vroeger werd gebruikgemaakt van oude slaapmatten (tatami), tegenwoordig worden deze speciaal voor dit doel vervaardigd. Deze matten werden opgerold, samengebonden en vervolgens op een staak gezet. Behalve op opgerolde tatami wordt ook op bamboe geoefend. In vroegere tijden konden de samurai gebruikmaken van ter dood veroordeelde gevangenen om hun technieken op te oefenen.